# Киканович, Элмедин
Элмедин Киканович (босн. Елмедин Кикановић, род. 2 сентября 1988, Тузла, Югославия) — боснийский профессиональный баскетболист, играющий на позиции центрового.

## Карьера
Начал свою карьеру в боснийском баскетбольном клубе «Слобода», где был капитаном команды.
В 2007 году подписал четырёхлетний контракт с сербской «Црвеной звездой». В июне 2010 года Киканович досрочно расторг контракт из-за задержек заработной платы в клубе.
В июне 2011 года стал игроком красноярского «Енисея».

## Сборная Боснии и Герцеговины
В августе 2011 года Киканович попал в окончательный состав сборной Боснии и Герцеговины для участия в чемпионате Европы-2011 в Литве.

## Достижения
- Серебряный призёр Лиги чемпионов ФИБА: 2017/2018
- Обладатель Кубка Германии: 2016